# NGC 7080
NGC 7080 é uma galáxia espiral barrada (SBb) localizada na direcção da constelação de Vulpecula. Possui uma declinação de +26° 43' 06" e uma ascensão recta de 21 horas, 30 minutos e 01,9 segundos.
A galáxia NGC 7080 foi descoberta em 6 de Setembro de 1863 por Albert Marth.